# 250. strelska divizija (ZSSR)
250. strelska divizija (izvirno rusko 250. стрелковая дивизия; kratica 250. SD) je bila strelska divizija Rdeče armade v času druge svetovne vojne.

## Zgodovina
Divizija je bila ustanovljena julija 1941 v Vladimirju.